# Brunoniella
- Commons
- Wikispecies

Brunoniella Bremek., segundo o Sistema APG II, é um gênero botânico da família Acanthaceae, natural de Nova Guiné e Austrália.

## Sinonímia
- Ruellia L.

## Espécies
O gênero apresenta seis espécies:
- Brunoniella acaulis
- Brunoniella australis
- Brunoniella linearifolia
- Brunoniella neocaledonica
- Brunoniella pumilio
- Brunoniella spiciflora
- «Lista das espécies»

## Nome e referências
Brunoniella  Bremek., 1964

## Classificação do gênero
| Sistema | Classificação                       | Referência            |
| ------- | ----------------------------------- | --------------------- |
| APG II  | Ordem Lamiales, família Acanthaceae | APweb, versão 9, 2008 |